# Bulbophyllum lyriforme
Bulbophyllum lyriforme là một loài phong lan thuộc chi Bulbophyllum.